# Halopelagius
Genre
Espèces de rang inférieur
- Halopelagius inordinatus

Halopelagius est un genre d'archées halophiles de la famille des Halobacteriaceae.